# Marjo
Pour les articles homonymes, voir Morin.
Marjo, de son véritable nom Marjolène Morin, née le 2 août 1953 à Montréal, Québec (Canada), est une auteure-compositrice-interprète québécoise. Elle a été chanteuse du groupe Corbeau de 1978 à 1984 et a ensuite connu un grand succès en tant qu'artiste solo avec les albums Celle qui va, Tant qu'il y aura des enfants, Bohémienne, Bootleg Blues, Sans Retour et Turquoise.
En 2009 et 2010, elle regroupe de nombreux chanteurs et groupes québécois pour les albums Marjo et ses Hommes Volume 1 et 2.
Elle a vendu plus d'un million d'albums au cours de sa carrière.

## Carrière

### Débuts & Corbeau (1975-1984)
Ayant fait ses débuts comme choriste dans deux comédies musicales de François Guy, ce n'est qu'en 1978 que Marjo se joint au groupe Corbeau, fondé par trois anciens membres du groupe Offenbach. Le groupe est composé de Michel Lamothe à la basse et Roger Belval à la batterie, Pierre Harel au chant, ainsi que Donald Hince et Jean Millaire à la guitare.
Harel fera figure de mentor pour Marjo mais quittera le groupe avant la sortie du premier album en 1979. Au début des années 1980, le groupe obtient de la popularité avec les chansons J'lâche pas et Illégal qui remportent un franc succès au Québec.

### Carrière solo et Celle qui va (1985-1988)
Peu de temps après la dissolution de Corbeau, la chanteuse commence sa carrière solo en tant qu'interprète de la chanson-thème du film La femme de l'hôtel de Léa Pool, chanson qui lui fera d'ailleurs gagner un Prix Génie. Elle apparaît en 1985 dans un vidéoclip de Michel Rivard, Rumeurs sur la ville et participe cette année-là à la Fondation Québec-Afrique en chantant dans le projet collectif Les Yeux de la faim. En 1986 paraît son premier album solo, intitulé Celle qui va.  Le succès est au rendez-vous ; Marjo vend plus de 250 000 albums. C'est sur cet album que se trouvent les chansons Doux et Chats sauvages. 
La même année, elle est invitée à faire la première partie du spectacle de la légendaire chanteuse américaine Eartha Kitt.
En 1988, elle collabore avec Gerry Boulet pour sa chanson Les Yeux du cœur, sur l'album Rendez-vous doux.

### Tant qu'il y aura des enfants(1989-1993)
En 1990, Marjo lance un deuxième album solo Tant qu'il y aura des enfants, qui remporte un succès phénoménal grâce aux chansons À bout de ciel, Je sais, je sais, Y'a des matins, Provocante et la pièce-titre Tant qu'il y aura des enfants. C'est grâce à cet album que la chanteuse remporte le prix Félix de l'album de l'année au gala de l'ADISQ de 1991. 

### Bohémienne(1994-1996)
Quelques années passent, puis, en 1995, paraît l'album Bohémienne. Le troisième opus de Marjo, bien que plus calme, est toujours teinté d'un son rock . Cet album se voulait en quelque sorte un cri d'amour destiné à Jean Millaire, avec qui elle passait de durs moments à cette époque.  Parmi les grands succès de cet album, on compte évidemment les pièces, Bohémienne, Fais pas l'fou, Si c'est ça la vie, S’il fallait et Marabout.

### Bootleg BluesetSans retour(1997-2003)
En 1998, la chanteuse met de côté son style rock pour s'aventurer dans le blues. Son album Bootleg Blues rencontrera un succès mitigé. 
Trois ans plus tard, Marjo lance un album compilation, Sans retour, qui regroupe les plus grands succès de ses trois premiers albums solos. Affectée par sa séparation avec Jean Millaire, elle annonce alors qu'il s'agit de son dernier album.  

### Retour etTurquoise(2004-2007)
En 2004, lors d'une apparition à l'émission Star Académie, elle promet un retour et annonce la sortie d'un nouvel album. Un an et demi plus tard, en novembre 2005, l'album Turquoise était lancé. Ce dernier fut surnommé son album « fleur bleue », parce qu'on n'y retrouve pas le son rock qui avait fait sa réputation dans les années 1980 et 1990. 
Le 26 juillet 2007, lors de l'événement Jonquière en musique, Marjo fait une chute de sept pieds en s'approchant trop près du rebord de la scène et n'interrompt pas le concert. Elle racontera qu'au moment des faits qu'elle est tombée brutalement sur un sol de béton et lui a valu une luxation et plusieurs fractures. 

### Marjo et ses hommes(2008-2013)
En septembre 2008, elle collabore au nouvel album de Marie-Chantal Toupin en lui offrant une chanson, Pas facile, originellement prévue pour l'album Turquoise. On ignore pourquoi la chanson n'avait pas été retenue pour ce dernier, mais elle constitue un beau cadeau et une belle marque d'amitié entre les deux chanteuses. 
En 2009, elle publie Marjo et ses Hommes volume 1, un album composé exclusivement de duos avec soit un chanteur, soit un groupe dont Corbeau. L'année suivante sort Marjo et ses Hommes volume 2, suivi d'un spectacle au Centre Bell. En 2013, les deux tomes sont réunis dans une compilation, Marjo et ses Hommes - L'intégrale.

### Concerts et collaborations (2014-2021)
La chanteuse se produit occasionnellement sur scène à travers le Québec. En 2015, elle collabore avec le chanteur Paul Daraîche, et l'année suivante avec le rappeur Ivy.  

### La Voixet autres projets (2022-présent)
En 2022, Marjo est la vedette d'un spécial télévisuel sur Télé-Québec, Marjo - Amoureuse, dans le cadre de la journée internationale des femmes. Le 23 juin, elle est parmi les têtes d'affiches du spectacle de la fête nationale du Québec sur les Plaines d'Abraham. 
En 2023, elle est choisie pour être coach de l'émission La Voix, mais testée positive à la COVID-19 à la fin du mois de mars, elle doit interrompre ses activités professionnelles et France D'Amour prend le relais. En avril, elle assure à l'Agence QMI se sentir assez en forme pour être de la finale. En juin, Marjo annonce cependant qu'elle ne reviendra pas en tant que coach pour une deuxième saison. En octobre, elle fait son entrée au Panthéon des auteurs et compositeurs canadiens avec Jean Millaire et Michel Rivard.  
Marjo est en tournée au Canada et en France tout au long de l'année 2023.  
Elle annonce une nouvelle tournée en 2025 et 2026 dans plusieurs villes au Québec.

## Icône
Marjo a su se distinguer en devenant l'une des premières chanteuses québécoises de style rock. La presse la cite régulièrement comme influence chez de nombreuses chanteuses comme Anik Jean, Marie-Chantal Toupin ou Marie-Mai. 

## Lauréat et nomination

### Gala de l'ADISQ
| Année | Catégorie                                       | Pour                                                 | Résultat   |
| ----- | ----------------------------------------------- | ---------------------------------------------------- | ---------- |
| 1980  | microsillon de l'année - rock                   | Corbeau                                              | nomination |
| 1981  | chanson de l'année                              | J'lâche pas (uniquement pour Marjo et Jean Millaire) | nomination |
| 1981  | groupe de l'année                               | Corbeau                                              | lauréat    |
| 1981  | microsillon de l'année                          | Fou                                                  | nomination |
| 1981  | microsillon de l'année - rock                   | Fou                                                  | nomination |
| 1981  | révélation de l'année                           | Corbeau                                              | nomination |
| 1982  | groupe de l'année                               | Corbeau                                              | lauréat    |
| 1982  | microsillon de l'année - rock                   | Illégal                                              | lauréat    |
| 1983  | groupe de l'année                               | Corbeau                                              | nomination |
| 1983  | spectacle de l'année - musique et chanson       | Illégal                                              | nomination |
| 1984  | groupe de l'année                               | Corbeau                                              | nomination |
| 1984  | microsillon de l'année - rock                   | Visionnaire                                          | nomination |
| 1985  | microsillon de l'année - rock                   | Dernier cri                                          | nomination |
| 1986  | interprète féminine de l'année                  | Marjo                                                | nomination |
| 1987  | auteur et/ou compositeur de l'année             | Marjo (avec Jean Millaire) pour Impoésie             | nomination |
| 1987  | chanson populaire de l'année                    | Chats sauvages                                       | lauréat    |
| 1987  | microsillon de l'année - rock                   | Celle qui va                                         | lauréat    |
| 1987  | interprète féminine de l'année                  | Marjo                                                | lauréat    |
| 1987  | spectacle de l'année - musique et chansons rock | Celle qui va                                         | lauréat    |
| 1988  | interprète féminine de l'année                  | Marjo                                                | nomination |
| 1988  | chanson populaire de l'année                    | Doux                                                 | nomination |
| 1988  | microsillon le plus vendu                       | Celle qui va                                         | lauréat    |
| 1989  | chanson populaire de l'année                    | Les yeux du cœur (avec Gerry Boulet)                 | nomination |
| 1991  | album de l'année - meilleur vendeur             | Tant qu'il y aura des enfants                        | nomination |
| 1991  | chanson populaire de l'année                    | Je sais, je sais                                     | lauréat    |
| 1991  | microsillon de l'année - rock                   | Tant qu'il y aura des enfants                        | lauréat    |
| 1991  | interprète féminine de l'année                  | Marjo                                                | nomination |
| 1991  | spectacle de l'année - rock                     | Tant qu'il y aura des enfants                        | lauréat    |
| 1991  | vidéoclip de l'année                            | Je sais, je sais                                     | lauréat    |
| 1992  | chanson populaire de l'année                    | Y'a des matins                                       | nomination |
| 1992  | interprète féminine de l'année                  | Marjo                                                | nomination |
| 1992  | vidéoclip de l'année                            | Y'a des matins                                       | nomination |
| 1992  | émission de télévision de l'année - chanson     | Marjo Francofolies 1990                              | lauréat    |
| 1995  | album de l'année - rock                         | Bohémienne                                           | nomination |
| 1995  | chanson populaire de l'année                    | Bohémienne                                           | nomination |
| 1995  | interprète féminine de l'année                  | Marjo                                                | nomination |
| 1995  | vidéoclip de l'année                            | Bohémienne                                           | nomination |
| 1996  | interprète féminine de l'année                  | Marjo                                                | nomination |
| 2006  | album de l'année - pop-rock                     | Turquoise                                            | nomination |
| 2010  | album de l'année - populaire                    | Marjo et ses hommes, Vol. 2                          | nomination |
| 2010  | album de l'année - rock                         | Marjo et ses hommes, Vol. 1                          | nomination |

- Nomination pour Bill Szawlowski, Garry Moffet & Jean Millaire dans la catégorie réalisateur de l'année pour "Chats sauvages" en 1987.
- Nomination pour Michel Therrien dans la catégorie sonorisateur de l'année pour la tournée Celle Qui Va en 1988.
- Lauréat pour Lyne Charlebois dans la catégorie réalisateur de vidéoclips de l'année pour le vidéoclip "Je Sais, Je Sais" en 1991.

### Prix Génie
| Année | Catégorie                   | Pour                              | Résultat |
| ----- | --------------------------- | --------------------------------- | -------- |
| 1985  | meilleure chanson originale | Touch Me pour La Femme de l'hôtel | lauréat  |

### Prix Juno[35]
| Année | Catégorie                       | Pour       | Résultat   |
| ----- | ------------------------------- | ---------- | ---------- |
| 1996  | album francophone le plus vendu | Bohémienne | nomination |

### Prix MetroStar
| Année | Catégorie            | Pour  | Résultat   |
| ----- | -------------------- | ----- | ---------- |
| 1987  | chanteuse de l'année | Marjo | nomination |
| 1988  | La MetroStar 88      | Marjo | nomination |

### Autres prix
- 2023 : Panthéon des auteurs et compositeurs canadiens

## Scandale
« C’est plate. C’est trop doux, ça brasse pas. Y a pas assez de pétards, de flammèches... Ça pète pas ! - Marjo »

## Vie privée
Elle a fréquenté le photographe Pierre Dury, puis Jean Millaire, alors guitariste pour Corbeau. Celui-ci la suit dans sa carrière solo jusqu'au début des années 2000 où ils se séparent, un dur coup pour la chanteuse qui menace de tout arrêter.
En 2013, elle apprend qu'elle est atteinte d'un cancer du sein. Elle sera opérée avec succès l'année suivante, et reprendra ensuite ses activités. 

### Justice
Le 25 décembre 2014, la chanteuse percute un véhicule sur l'autoroute 15 à la hauteur de Laval et continue sa route jusqu'à ce qu'elle soit arrêtée par la police. L'année suivante, le procès a lieu à Saint-Jérôme où elle doit comparaître, mais ne s'y présente pas et reporte le procès en 2016. Deux ans après l'événement, elle plaide coupable pour conduite avec les facultés affaiblies et conduite dangereuse également acquittée de délit de fuite.

## Discographie

### avec Corbeau
| année | titre       | palmarès | note                 |
| année | titre       | Québec   | note                 |
| ----- | ----------- | -------- | -------------------- |
| 1979  | Corbeau     | -        |                      |
| 1981  | Fou         | -        |                      |
| 1982  | Illégal     | 1        | 7 semaines numéro 1. |
| 1983  | Visionnaire | 13       | Extended Play        |

### Solo

#### album studio
| année | titre                         | palmarès | certification              | note                                                           |
| année | titre                         | Québec   | certification              | note                                                           |
| ----- | ----------------------------- | -------- | -------------------------- | -------------------------------------------------------------- |
| 1986  | Celle qui va                  | 1        | CRIA: 2x platine (200 000) | - Sous le titre "Amoureuse" en France. - 22 semaines numéro 1. |
| 1990  | Tant qu'il y aura des enfants | 1        | CRIA: 2x platine (200 000) | 14 semaines numéro 1.                                          |
| 1995  | Bohémienne                    | 1        | CRIA: platine (100 000)    | 1 semaine numéro 1.                                            |
| 1998  | Bootleg Blues                 | 15       |                            |                                                                |
| 2005  | Turquoise                     | 8        |                            |                                                                |

#### compilation
| année | titre                             | palmarès |
| année | titre                             | Québec   |
| ----- | --------------------------------- | -------- |
| 2001  | Sans retour                       | 7        |
| 2013  | Marjo et ses hommes - L'intégrale | -        |
| 2023  | Marjo                             | -        |

#### projet collectif
| année | titre                       | palmarès |
| année | titre                       | Québec   |
| ----- | --------------------------- | -------- |
| 2009  | Marjo et ses hommes, Vol. 1 | 3        |
| 2010  | Marjo et ses hommes, Vol. 2 | 2        |

### Single
| année | titre                                                | palmarès | album                         | note                         |
| année | titre                                                | Québec   | album                         | note                         |
| ----- | ---------------------------------------------------- | -------- | ----------------------------- | ---------------------------- |
| 1986  | Impoesie                                             | 2        | Celle qui va                  |                              |
| 1986  | Celle Qui Va                                         | 23       | Celle qui va                  |                              |
| 1987  | Chats sauvages                                       | 1        | Celle qui va                  | 13 semaines numéro 1.        |
| 1987  | Doux                                                 | 1        | Celle qui va                  | 9 semaines numéro 1.         |
| 1988  | Sans toit ni loi                                     | 10       | Celle qui va                  |                              |
| 1988  | Amoureuse                                            | -        | Amoureuse                     | Apparu seulement en France.  |
| 1989  | À bout de ciel                                       | 1        | Tant qu'il y aura des enfants | 6 semaines numéro 1 en 1990. |
| 1990  | Je sais, je sais                                     | 1        | Tant qu'il y aura des enfants | 5 semaines numéro 1.         |
| 1990  | Provocante                                           | 12       | Tant qu'il y aura des enfants | Paru en France en 1993.      |
| 1991  | Tant qu'il y aura des enfants                        | 1        | Tant qu'il y aura des enfants | 4 semaines numéro 1.         |
| 1991  | Y'a des matins                                       | 1        | Tant qu'il y aura des enfants | 4 semaines numéro 1.         |
| 1991  | Ailleurs                                             | 2        | Tant qu'il y aura des enfants |                              |
| 1992  | Elle disait                                          | 14       | Tant qu'il y aura des enfants |                              |
| 1992  | Entre avec moi                                       | 10       | Tant qu'il y aura des enfants |                              |
| 1995  | Bohémienne                                           | 1        | Bohémienne                    | 4 semaines numéro 1.         |
| 1995  | Trop d'amour                                         | 1        | Bohémienne                    | 3 semaines numéro 1.         |
| 1995  | Fais pas l'fou                                       | 10       | Bohémienne                    |                              |
| 1995  | S'il fallait                                         | 1        | Bohémienne                    | 4 semaines numéro 1.         |
| 1996  | Ton nom                                              | 1        | Bohémienne                    | 4 semaines numéro 1.         |
| 1996  | Sadie                                                | 12       | Bohémienne                    |                              |
| 1997  | Si C'est ça la vie                                   | 1        | Bohémienne                    | 3 semaines numéro 1.         |
| 1997  | La cruauté d'aimer                                   | 21       | Bohémienne                    |                              |
| 2005  | La Lune de novembre                                  | 2        | Turquoise                     |                              |
| 2006  | Si tu étais là                                       | 27       | Turquoise                     |                              |
| 2006  | Loup                                                 | 30       | Turquoise                     |                              |
| 2009  | Ailleurs (avec Éric Lapointe)                        | 10       | Marjo et ses hommes, Vol. 1   |                              |
| 2010  | Doux (avec Richard Séguin)                           | 10       | Marjo et ses hommes, Vol. 2   |                              |
| 2010  | Je sais, je sais (avec Daniel Lavoie)                | 34       | Marjo et ses hommes, Vol. 2   |                              |
| 2010  | Tant qu'il y aura des enfants (avec Gregory Charles) | 35       | Marjo et ses hommes, Vol. 2   |                              |
| 2011  | À bout de ciel (avec Yann Perreau)                   | 5        | Marjo et ses hommes, Vol. 1   |                              |

#### Collaboration
| année | titre                        | palmarès | artiste                  | album                                  |
| année | titre                        | Québec   | artiste                  | album                                  |
| ----- | ---------------------------- | -------- | ------------------------ | -------------------------------------- |
| 1980  | Mon p'tit bonhomme de chemin | -        | Stephen Faulkner         | À cheval donné on r'garde pas la bride |
| 1985  | Les yeux de la faim          | -        | Fondation Québec-Afrique |                                        |
| 1985  | Y était temps qu'ça s'arrêt  | 27       | Robert Leroux            |                                        |
| 1988  | Les yeux du cœur             | 1        | Gerry Boulet             | Rendez-vous doux                       |
| 2013  | En attendant                 | 5        | Alain-François           |                                        |
| 2015  | Showtime                     | -        | Paul Daraîche            | Laisse-moi te dire                     |
| 2016  | Dysthymie                    | -        | Ivy                      | S'armer de patience                    |

### Compositions
| année | titre(s)                         | artiste              | album       |
| ----- | -------------------------------- | -------------------- | ----------- |
| 1979  | "Cash-moé" "En pièces détachées" | Corbeau              | Corbeau     |
| 1981  | toutes les pièces                | Corbeau              | Fou         |
| 1982  | toutes les pièces                | Corbeau              | Illégal     |
| 1983  | toutes les pièces                | Corbeau              | Visionnaire |
| 2008  | "Pas facile"                     | Marie-Chantal Toupin | À distance  |